# リフエ空港
リフエ空港（リフエくうこう、Lihue Airport）は、ハワイ州のカウアイ島、リフエにある地方空港。IATA空港コードは LIH 。

## 概要
リフエの中心街に近接しており、街まで徒歩で行くことも可能である。空港ターミナルは平屋の開放的な造りで南国の地方空港の雰囲気を残している。

## 就航路線
| 航空会社             | 就航地                                                                                     |
| -------------------- | ------------------------------------------------------------------------------------------ |
| ハワイアン航空       | ハワイ諸島 : カフルイ、コナ、ホノルル アメリカ本土 : ロサンゼルス/LAX、オークランド        |
| サウスウエスト航空   | ホノルル、ラスベガス、ロサンゼルス/LAX、オークランド、フェニックス、サンディエゴ、サンノゼ |
| アラスカ航空         | ロサンゼルス/LAX、サンディエゴ、サンノゼ、シアトル 季節運航 : ポートランド                 |
| アメリカン航空       | フェニックス、ロサンゼルス/LAX                                                             |
| デルタ航空           | ロサンゼルス、シアトル                                                                     |
| ユナイテッド航空     | サンフランシスコ、デンバー、ロサンゼルス/LAX                                               |
| ウエストジェット航空 | 季節運航 : バンクーバー、カルガリー                                                        |

## ギャラリー

ハワイアン航空のボーイング717
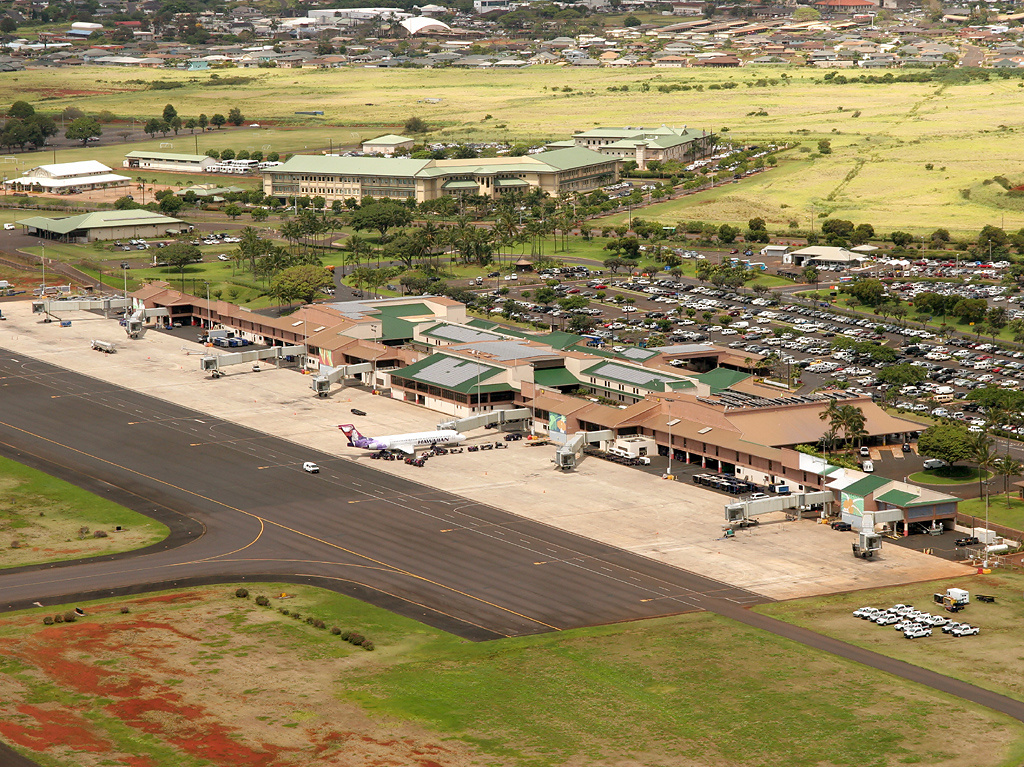
ターミナル
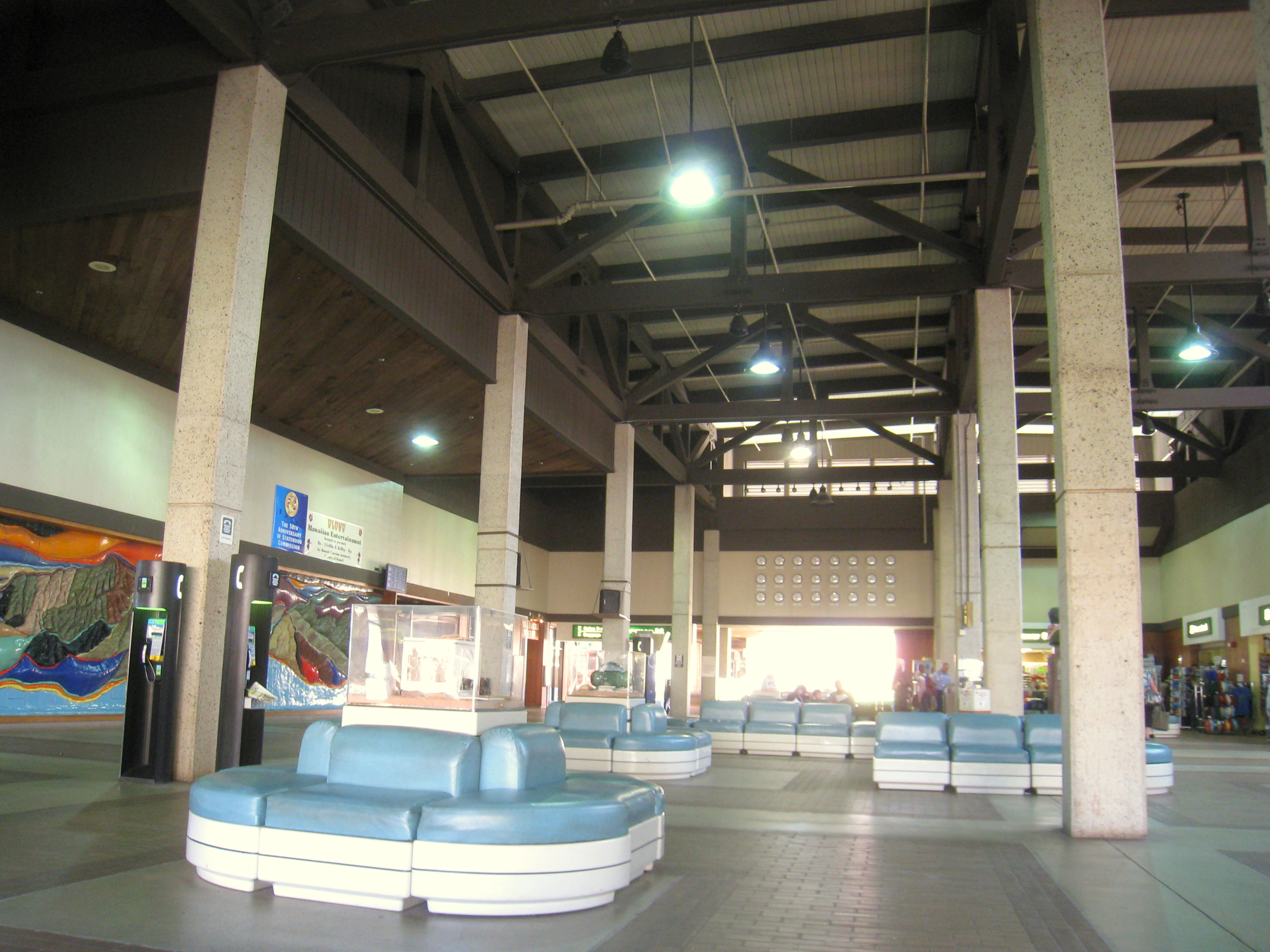
空港内のターミナル
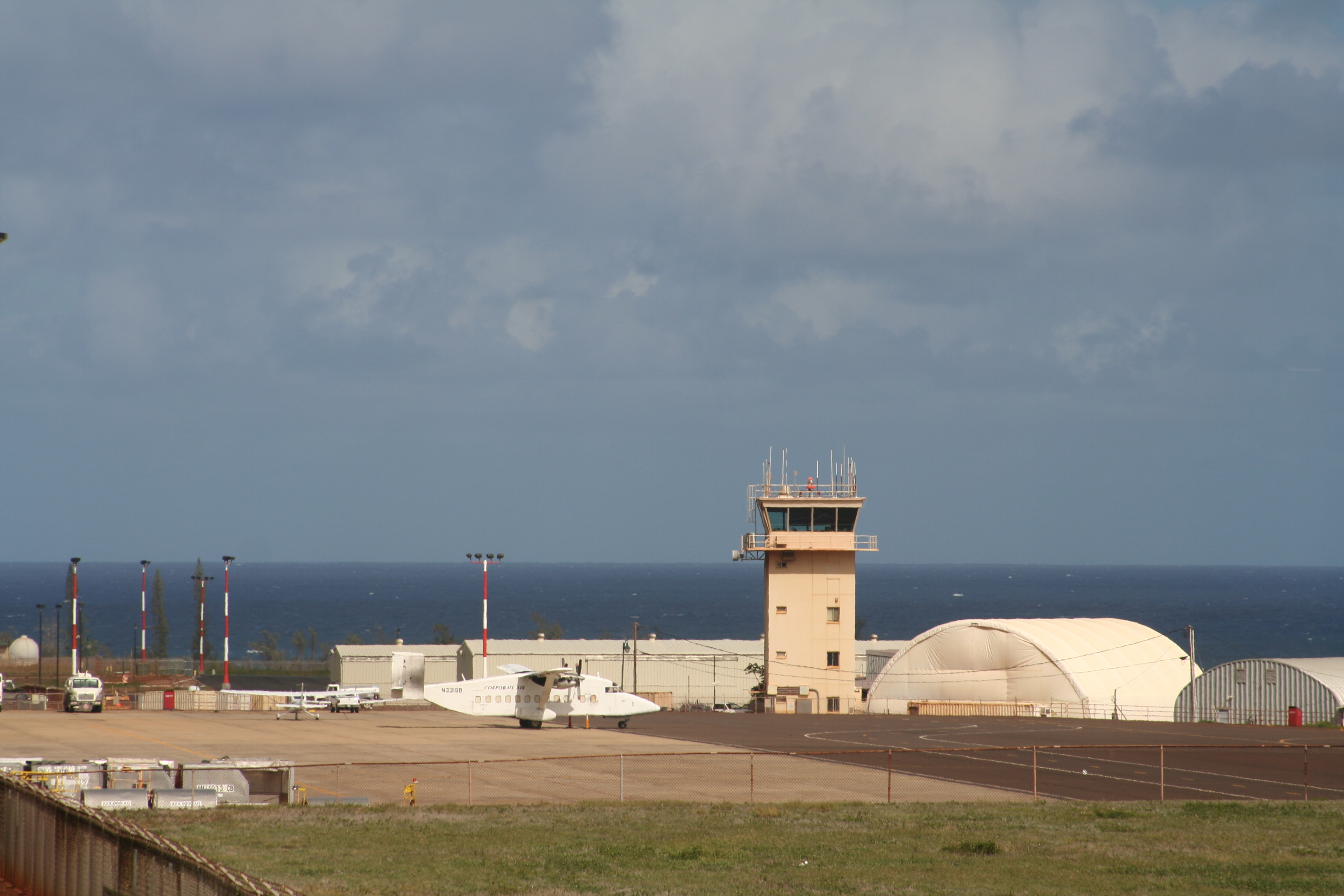
管制塔